# Война
Война́ — вооружённая борьба между государствами или народами, между классами внутри государства.

## Определение
Согласно словарю Ожегова, война — вооружённая борьба между государствами или народами, между классами внутри государства.
Согласно Большой российской энциклопедии, война — социально-политическое противоборство государств (коалиций государств), народов, социальных, национальных либо религиозных групп, основное содержание которого составляет широкое применение вооружённых сил (формирований), представляет собой один из основных типов военных конфликтов, социально-политических явлений с применением вооружённого насилия.
Согласно Британнике, война — конфликт между политическими группами, включающий военные действия значительной продолжительности и масштабов.
Согласно Статье 1 Резолюции ООН от 14 декабря 1974 года, агрессией является применение вооружённой силы государством против суверенитета, территориальной неприкосновенности или политической независимости другого государства, или каким-либо другим образом, несовместимым с Уставом Организации Объединённых Наций, как это установлено в настоящем определении.
Согласно Статье 3 данной Резолюции, любое из следующих действий, независимо от объявления войны, с учётом и в соответствии с положениями статьи 2, будет квалифицироваться в качестве акта агрессии:
а) вторжение или нападение вооружённых сил государства на территорию другого государства или любая военная оккупация, какой бы временный характер она ни носила, являющаяся результатом такого вторжения или нападения, или любая аннексия с применением силы территории другого государства или части её;
b) бомбардировка вооружёнными силами государства территории другого государства или применение любого оружия государством против территории другого государства;
с) блокада портов или берегов государства вооружёнными силами другого государства;
d) нападение вооружёнными силами государства на сухопутные, морские или воздушные силы, или морские и воздушные флоты другого государства;
e) применение вооружённых сил одного государства, находящихся на территории другого государства по соглашению с принимающим государством, в нарушение условий, предусмотренных в соглашении, или любое продолжение их пребывания на такой территории по прекращению действия соглашения;
f) действие государства, позволяющего, чтобы его территория, которую оно предоставило в распоряжение другого государства, использовалась этим другим государством для совершения акта агрессии против третьего государства;
g) засылка государством или от имени государства вооружённых банд, групп, иррегулярных сил или наёмников, которые осуществляют акты применения вооружённой силы против другого государства, носящие столь серьёзный характер, что это равносильно перечисленным выше актам, или его значительное участие в них.

## Эволюция войны
Конфликты с применением оружия между различными группами людей происходили ещё в первобытном обществе. Такие конфликты могли быть очень жестокими, пленных не брали, так как их было трудно прокормить.
Согласно археологическим находкам, первая война зафиксирована у Джебель-Сахаба на реке Нил в 12 тыс. до н. э. — из-за нехватки продовольствия. Интенсивность вооружённых конфликтов возрастает с тех пор, как 6 тыс. лет назад группы охотников в Европе уже вели оседлый образ жизни, со все более многочисленными популяциями.
С появлением рабства одной из главных целей войн стал захват рабов. Война в Древнем мире была нормальным состоянием между государствами, противоречия между ними разрешались обычно вооружённой силой.
В Средние века в Европе множество больших и малых феодальных образований беспрерывно враждовало между собой, было большое количество мелких войн.
С появлением в Европе централизованных государств рыцарские ополчения постепенно были заменены сначала наёмными войсками, набиравшимися только на период войны, а затем — и регулярными постоянными армиями. Такие войны, как Тридцатилетняя война, были крайне разорительными для мирного населения, но затем в конце XVII века в Европе наступила эпоха так называемых кабинетных войн, преследовавших ограниченные цели. В данный период сложилось чёткое представление о законах и обычаях войны. Сражения обычно происходили на определённом расстоянии от населённых пунктов, что уменьшало их воздействие на мирное население. Войны стали менее разрушительными, но они тянулись долго без достижения каких-либо существенных результатов.
Период кабинетных войн сменился в конце XVIII века периодом народных войн, таких как война за независимость США и французские революционные войны. Такая война возможна только при широкой поддержке общественности. Из этого следовала тенденция в определённый момент приобщать к военным действиям все общество. Из-за чрезвычайных усилий, которых требует народная война, вести борьбу за ограниченные цели при ней невозможно. Чтобы мобилизовать общественность, требуется решающая победа, а дело, за которое государство ведёт войну, должно поддерживаться значительным большинством народа. Это, а также то, что благодаря промышленной революции появилась возможность формировать огромные добровольческие и сформированные на основе воинской повинности армии, перевозить их на фронт, обеспечивать оружием, обмундированием и продовольствием, во второй половине XIX века способствовало развитию тенденций тотальной войны, проявившихся с наибольшей силой во время Первой мировой войны и Второй мировой войны.
В конце Второй мировой войны было применено ядерное оружие. Больше оно ни разу не применялось, но его наличие у США, а затем — и у СССР, стало одним из главных факторов, предотвративших прямое военное столкновение между ними в период Холодной войны.
В настоящее время, в первые десятилетия XXI века, наиболее преобладающим типом вооружённого конфликта являются контрпартизанские асимметричные войны против негосударственных вооружённых формирований.

## Причины возникновения войн и их классификации
Основная причина возникновения войн — стремление политических сил использовать силовые методы вооружённой борьбы для достижения различных внешнеполитических и (или) внутриполитических целей.
- По своему масштабу войны делятся на мировые (конфликты планетарного характера) и локальные (конфликты местного значения).
- Важное значение имеет также деление войн на «внешние» и «внутренние».
- По характеру ведения боевых действий выделяют обычные, или конвенциональные войны, ведущиеся «классическим» образом в соответствии с нормами международного права без применения оружия массового поражения[8][9], ядерные войны, гибридные войны, и многие другие.

«Неужели никогда не опомнятся народы от того ужасного обмана, в котором их поддерживают для своих выгод правительства и правящие классы? Неужели нужны ещё ужасные братоубийственные войны, к которым готовят теперь правительства и правящие классы все европейские и американские народы? Ведь придёт же время, и очень скоро, когда после ужасных бедствий и кровопролитий, изнурённые, искалеченные, измученные народы скажут своим правителям: да убирайтесь вы к дьяволу или к богу, к тому, от кого вы пришли, и сами наряжайтесь в свои дурацкие мундиры, деритесь, взрывайте друг друга, как хотите, и делите на карте Европу и Азию, Африку и Америку, но оставьте нас, тех, которые работали на этой земле и кормили вас, в покое. Нам совершенно всё равно, какой мы будем считаться — большой или малой или никакой державой. Нам важно то, чтобы беспрепятственно пользоваться плодами своих трудов; ещё важнее обмениваться плодами этих трудов с дружественными, того же самого желающими, другими народами и, важнее всего на свете, подвигаться в одинаковом, соединяющем всех нас просвещении, а не коснеть в том диком патриотическом сепаратизме — незнании других народов и ненависти к ним, в которой нас стараются удержать правительства.»
См. также:
- Асимметричная война
- Воздушная война
- Морская война
- Подводная война
- Неограниченная подводная война
- Превентивная война
- Молниеносная война
- Малая война
- Маленькая победоносная война
- Отвлекающая война
- Локальная война
- Колониальная война
- Гражданская война
- Партизанская война
- Контрпартизанская война
- Гибридная война
- Опосредованная война
- Холодная война
- Ядерная война
- Мятежевойна
- Война нового поколения
- Сетецентрическая война
- Информационная война

### Поведенческие теории
Психологи, например Э. Дурбан и Джон Боулби, утверждают, что человеку по природе вещей свойственна агрессия. Она подпитывается сублимацией и проекцией, когда человек превращает своё недовольство в предубеждения и ненависть к другим расам, религиям, нациям или идеологиям. Согласно данной теории, государство создаёт и сохраняет определённый порядок в местном обществе и в то же время создаёт базу для агрессии в форме войны. Если война является неотъемлемой частью человеческой натуры, как предполагается многими психологическими теориями, то полностью изжить её никогда не удастся.
Зигмунд Фрейд считал агрессивность одним из основных инстинктов, определяющих психологические «пружины», направленность и смысл человеческого существования и исходя из этой позиции, З. Фрейд даже отказался участвовать в движении борцов за мир, так как считал войны неизбежным следствием периодических вспышек человеческой агрессивности.
Несмотря на то, что данные теории могут объяснить, почему войны существуют, они не поясняют причины их возникновения; в то же время они не объясняют существование некоторых культур, не знающих войн как таковых. Если внутренняя психология человеческого разума неизменна, то подобные культуры не должны бы существовать. Некоторые милитаристы — такие, как Франц Александер, утверждают, что состояние мира — это иллюзия. Периоды, которые принято называть «мирными», на самом деле являются периодами приготовлений к будущей войне или ситуацией, когда воинственные инстинкты подавляются более сильным государством, например, Pax Britannica.
Данные теории основываются якобы на воле подавляющего большинства населения. Однако они не учитывают тот факт, что только небольшое количество войн в истории было действительно результатом волеизъявления народа. Гораздо чаще народ насильно втягивается в войну своими правителями. Одну из теорий, которая ставит во главу угла политических и военных лидеров, разработал Морис Уолш. Он утверждал, что подавляющее большинство населения нейтрально по отношению к войне и что войны случаются только тогда, когда к власти приходят лидеры с психологически ненормальным отношением к человеческой жизни. Войны затеваются правителями, которые преднамеренно стремятся воевать. Подобные люди становятся во главе государств во времена кризиса, когда население ищет вожака с твёрдой волей, который, как им кажется, способен решить их проблемы.
Критикуя данную точку зрения, Э. Фромм на примере истории Европы XV—XX веков указывает, что число и интенсивность войн являются не постоянными величинами, а значительно возрастают по мере успехов технической цивилизации и процессов усиления правительственной власти.

### Эволюционная психология

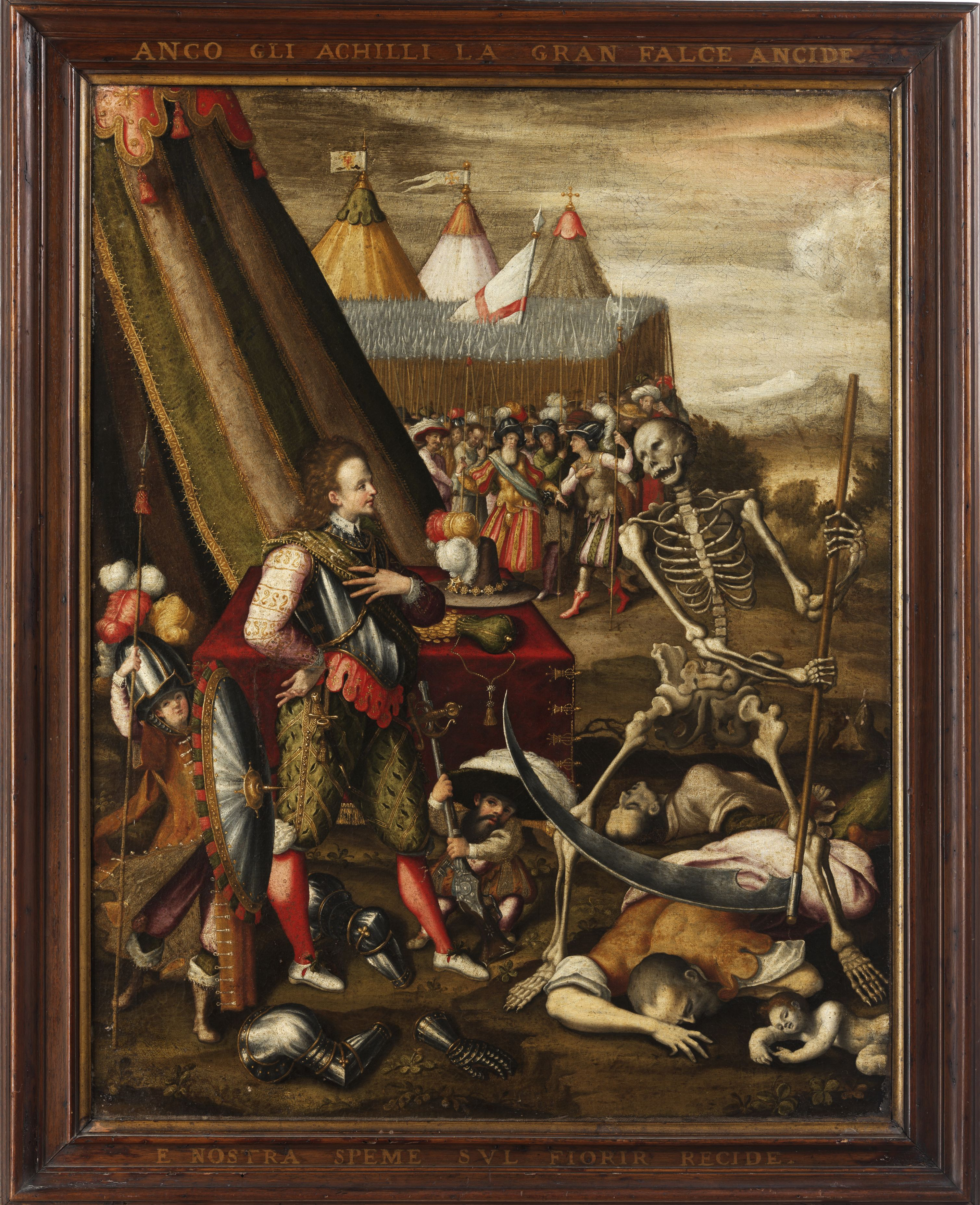
Картина «Аллегория войны» Антуана Карона (XVI век)

Учёные, изучающие эволюционную психологию, склонны утверждать, что человеческие войны — это аналог поведения животных, которые сражаются за территорию или конкурируют за еду или партнёра. Животные агрессивны по своей природе, а в человеческой среде подобная агрессивность выливается в войны. Однако, с развитием технологии человеческая агрессивность достигла такого предела, что начала угрожать выживанию всего вида. Одним из первых адептов этой теории был Конрад Лоренц.
Подобные теории были раскритикованы учёными, такими как Джон Г. Кеннеди, которые считали, что организованные, продолжительные войны людей существенно отличаются от драк за территорию у животных — и не только в части технологии. Эшли Монтегью указывает, что социальные факторы и воспитание являются важными причинами, определяющими природу и ход человеческих войн. Война всё-таки является человеческим изобретением, имеющим свои исторические и социальные корни.

### Социологические теории
Социологи долгое время изучали причины возникновения войн. На этот счёт существует множество теорий, многие из которых противоречат друг другу. Сторонники одной из школ Primat der Innenpolitik (Приоритет внутренней политики) берут за основу работы Эккарта Кера и Ханса-Ульриха Вэлера, которые считали, что война является продуктом местных условий, и только направление агрессии определяется внешними факторами. Так, например, Первая мировая война была результатом не международных конфликтов, тайных сговоров или нарушения баланса сил, но результатом экономической, социальной и политической ситуации в каждой стране, вовлечённой в конфликт.
Данная теория отличается от традиционного подхода Primat der Außenpolitik (Приоритет внешней политики) Карла фон Клаузевица и Леопольда фон Ранке, которые утверждали, что война и мир являются следствием решений государственных деятелей и геополитической ситуации.

### Демографические теории
Демографические теории можно подразделить на два класса: мальтузианские теории и теории преобладания молодёжи.

#### Мальтузианские теории
Согласно мальтузианским теориям причины войн кроются в росте населения и нехватке ресурсов.
Так, папа Урбан II в 1095 году, накануне Первого крестового похода, писал: «Земля, которую вы унаследовали, со всех сторон окружена морем и горами, и она слишком мала для вас; она едва даёт пропитание людям. Вот почему вы убиваете и мучаете друг друга, ведёте войны, вот почему столь многие из вас гибнут в гражданских раздорах. Уймите свою ненависть, пусть вражда закончится. Вступите на дорогу к Гробу Господню; отвоюйте эту землю у нечестивой расы и заберите её себе».
Это одно из первых описаний того, что впоследствии было названо мальтузианской теорией войны. Томас Мальтус (1766—1834) писал, что население всегда увеличивается до тех пор, пока его рост не ограничивается войной, болезнью или голодом.
Сторонники мальтузианских теорий считают, что относительное уменьшение количества военных конфликтов в последние 50 лет, особенно в развивающихся странах, является следствием того, что новые технологии в сельском хозяйстве способны прокормить гораздо большее количество народа; в то же время доступность контрацептических средств привела к существенному снижению рождаемости.

#### Теория преобладания молодёжи

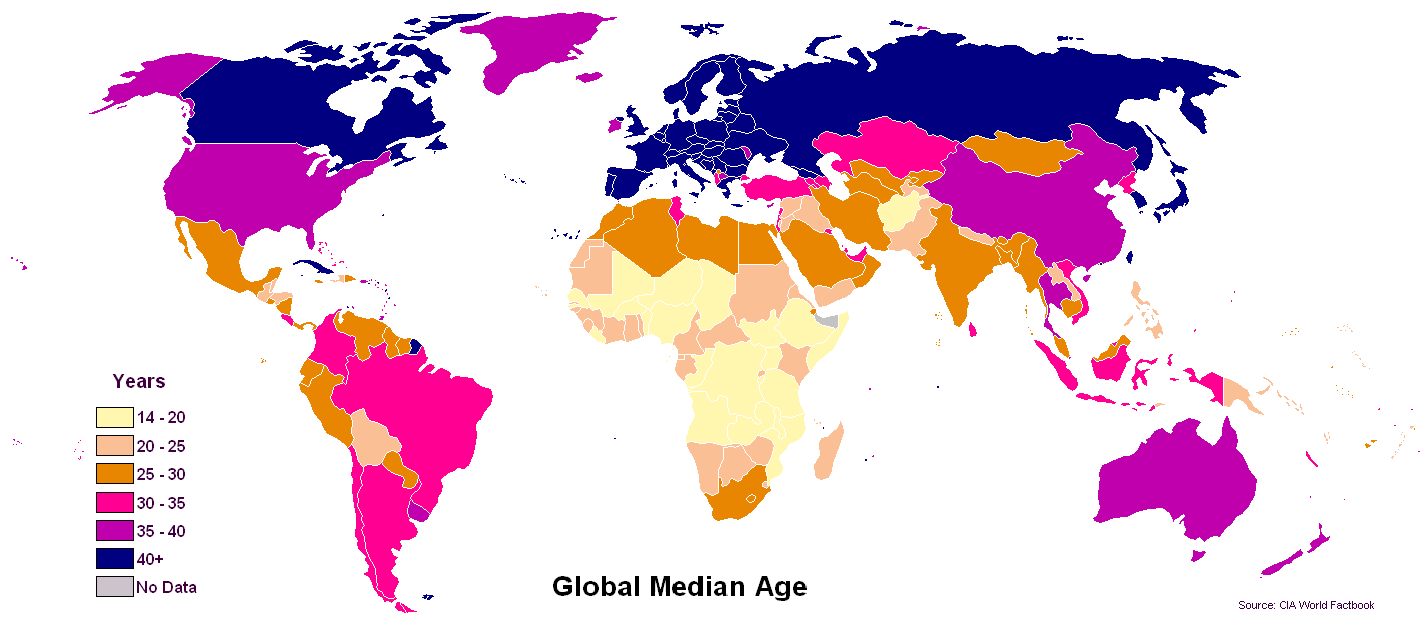
Средний возраст по странам. Преобладание молодёжи наличествует в Африке и чуть в меньшей пропорции в Южной и Юго-Восточной Азии и Центральной Америке

Теория преобладания молодёжи существенно отличается от мальтузианских теорий. Её сторонники считают, что сочетание большого количества молодых мужчин (как это графически представлено в возрастно-половой пирамиде) с нехваткой постоянной мирной работы ведёт к большому риску войны.
В то время, как мальтузианские теории фокусируются на противоречии между растущим населением и наличием природных ресурсов, теория преобладания молодёжи фокусируется на несоответствии между количеством бедных, не наследующих имущества молодых мужчин и доступных рабочих позиций в существующей социальной системе разделения труда.
Большой вклад в развитие данной теории внесли французский социолог Гастон Бутуа, американский социолог Джек Голдстоун, американский политолог Гэри Фуллер и немецкий социолог Гуннар Хейнсон. Самюэль Хантингтон разработал свою теорию Столкновения цивилизаций, во многом используя теорию преобладания молодёжи:

Я не думаю, что ислам является более агрессивной религией, чем любые другие, но я подозреваю, что за всю историю от рук христиан погибло больше людей, чем от рук мусульман. Ключевым фактором здесь является демография. По большому счёту, люди, которые идут убивать других людей, — это мужчины в возрасте от 16 до 30 лет.
В течение 1960-х, 1970-х и 1980-х в мусульманском мире была высокая рождаемость и это привело к огромному перекосу в сторону молодёжи. Но он неминуемо исчезнет. Рождаемость в исламских странах падает; в некоторых странах — стремительно. Изначально ислам распространялся огнём и мечом, но я не думаю, что в мусульманской теологии заложена унаследованная агрессивность."

Теория преобладания молодёжи была создана совсем недавно, но уже приобрела большое влияние на внешнюю политику и военную стратегию США. И Голдстоун и Фуллер консультировали американское правительство. Инспектор ЦРУ генерал Джон Л. Хелгерсон ссылался на данную теорию в своём отчёте за 2002 год «The National Security Implications of Global Demographic Change».
Согласно Хейнсону, который первым предложил теорию преобладания молодёжи в её наиболее общей форме, перекос случается, когда от 30 до 40 процентов мужского населения страны принадлежит к «взрывоопасной» возрастной группе — от 15 до 29 лет. Обычно этому явлению предшествует взрыв рождаемости, когда на одну женщину приходится по 4-8 детей.
В случае, когда на одну женщину приходится 2,1 ребёнка, сын занимает место отца, а дочь — матери. Общий суммарный коэффициент рождаемости в 2,1 приводит к замещению предыдущего поколения, тогда как более низкий коэффициент ведёт к вымиранию населения.
В случае, когда в семье рождается 4-8 детей, отец должен обеспечить своим сыновьям не одну, а две-четыре социальные позиции (работы), чтобы они имели хоть какие-то перспективы в жизни. Учитывая, что количество уважаемых должностей в обществе не может увеличиваться с той же скоростью, как количество еды, учебников и вакцин, множество «обозлённых молодых мужчин» оказываются в ситуации, когда их юношеский гнев выливается в насилие.
1. Их слишком много в демографическом отношении,
2. Они не имеют работы или застряли на неуважаемой, низкооплачиваемой должности,
3. Зачастую не имеют возможности вести сексуальную жизнь до тех пор, пока их заработки не позволят им завести семью.

Согласно Хейнсону, сочетание этих стрессовых факторов обычно приводит к одному из следующих результатов:
1. насильственное преступление
2. эмиграция («ненасильственная колонизация»)
3. бунт
4. гражданская война и(или) революция
5. геноцид (чтобы занять место убитых)
6. завоевание (насильственная колонизация, зачастую сопровождаемая геноцидом за пределами родной страны).

Религия и идеология в этом случае являются вторичными факторами и используются только для того, чтобы придать насилию подобие законности, но сами по себе они не могут служить источником насилия, если в обществе не существует преобладания молодёжи. Соответственно сторонники данной теории рассматривают и «христианский» европейский колониализм и империализм, а также сегодняшние «исламскую агрессию» и терроризм как результат демографического перекоса. Сектор Газа является типичной иллюстрацией данного явления: повышенная агрессивность населения, вызванная избытком молодых неустроенных мужчин. А для контраста ситуацию можно сравнивать с соседним относительно мирным Ливаном.
В качестве другого исторического примера, когда молодёжь играла большую роль в восстаниях и революциях, можно привести Французскую революцию 1789 года. В зарождении нацизма важную роль играла экономическая депрессия в Германии. Геноцид в Руанде в 1994 году также мог быть следствием серьёзного преобладания в обществе молодёжи.
Несмотря на то, что соотношение роста населения и политической стабильности было известно ещё с момента опубликования Меморандума 200 по национальной безопасности (National Security Study Memorandum 200) в 1974 году, ни правительства, ни Всемирная организация здравоохранения не приняли меры по контролю за рождаемостью для предотвращения террористической угрозы. Выдающийся демограф Стивен Д. Мамфорд приписывает это влиянию Католической церкви.
Теория преобладания молодёжи стала объектом для статистического анализа Всемирного банка, Population Action International и Берлинского института демографии и развития. Подробные демографические данные доступны по большинству стран в международной базе данных Бюро переписи населения США.
Теория преобладания молодёжи критикуется за высказывания, ведущие к расовой, половой и возрастной дискриминации.

### Рационалистические теории
Рационалистические теории предполагают, что обе стороны в конфликте действуют разумно и исходят из желания получить наибольшую выгоду при наименьших потерях со своей стороны. Исходя из этого, если бы обе стороны знали заранее, чем кончится война, то было бы лучше для них принять результаты войны без сражений и без напрасных жертв.
Рационалистическая теория выдвигает три причины, почему некоторые страны не в состоянии договориться между собой и вместо этого начинают воевать: проблема неделимости, асимметричность информации с намеренным введением в заблуждение и невозможность полагаться на обещания противника.
Проблема неделимости возникает, когда две стороны не могут прийти к взаимному соглашению с помощью переговоров, потому что вещь, которой они стремятся обладать, неделима и может принадлежать только одной из них. В качестве примера можно привести войны за Храмовую гору в Иерусалиме.
Проблема асимметричности информации возникает, когда два государства не могут заранее просчитать вероятность победы и достичь обоюдоприемлемого соглашения потому, что каждое из них имеет военные секреты. Они не могут открыть карты, так как они не доверяют друг другу. При этом каждая сторона пытается преувеличить собственную силу, чтобы выторговать дополнительные преимущества. Например, Швеция пыталась ввести в заблуждение нацистов относительно своего военного потенциала, разыграв карту «арийского превосходства» и показав Герману Герингу элитные войска, переодетые в форму обычных солдат.
Кроме того, переговоры о предотвращении войны могут закончиться провалом из-за неспособности государств соблюдать правила честной игры. Две страны могли бы избежать войны, если бы они придерживались изначальных договорённостей. Но по сделке одна сторона получает такие привилегии, что становится более сильной и начинает требовать всё больше и больше; в результате более слабой стороне не остаётся ничего другого, как защищаться.
В рамках рационалистической парадигмы формально обосновывается и теория отвлекающей войны — военного конфликта, который используется правительством государства для улучшения своего внутриполитического положения, инициации эффекта сплочения вокруг лидера воюющей страны, а также для сообщения населению затратного, а значит достоверного сигнала о компетентности действующего правительства.
Рационалистический подход можно критиковать по многим позициям. Предположение о взаимных расчётах прибылей и затрат выглядит сомнительно — например, в случаях геноцида во время Второй мировой войны, когда слабой стороне не оставляли никакой альтернативы. Рационалисты считают, что государство действует как нечто целое, объединённое одной волей, а лидеры государства разумны и в состоянии объективно оценить вероятность успеха или поражения, с чем никак не могут согласится сторонники поведенческих теорий, упомянутых выше.

### Экономические теории
Другая школа придерживается теории, согласно которой войну можно рассматривать как рост экономической конкуренции между странами. Войны начинаются как попытка овладеть рынками и природными ресурсами и — как следствие — богатством. Представители ультраправых политических кругов, например, утверждают, что у сильного есть естественное право на всё то, что слабый не в состоянии удержать. Некоторые политики-центристы также придерживаются экономической теории в объяснении войн.

«Есть ли на белом свете хоть один мужчина, хоть одна женщина, пусть даже ребёнок, который не знает, что причины войны в современном мире кроются в индустриальной и коммерческой конкуренции?» — Вудро Вильсон, 11 сентября 1919 года, Сен-Луис.

«Я провёл на военной службе 33 года и четыре месяца, и большую часть этого времени я работал как высококлассный громила, работающий на Большой Бизнес, Уолл-стрит и банкиров. Короче говоря, я рэкетир, гангстер капитализма.» — один из наиболее высокопоставленных и имеющих наибольшее количество наград морской пехотинец (награждён двумя Медалями почёта) генерал-майор Смэдли Батлер (основной кандидат от Республиканской партии США в Сенат) в 1935 году.
В. И. Ленин объяснял Первую мировую войну экономическими причинами: 

Капитализм перерос во всемирную систему колониального угнетения и финансового удушения горстью «передовых» стран гигантского большинства населения земли. И дележ этой «добычи» происходит между 2-3 всемирно могущественными, вооруженными с ног до головы хищниками (Америка, Англия, Япония), которые втягивают в свою войну из-за дележа своей добычи всю землю.
На примере Первой мировой войны Э. Фромм указывает, что её причинами были экономические интересы элитарных групп населения всех воевавших стран: экономическое господство и захват колониальных территорий.

### Теория возникновения войн в политологии
Статистическим анализом войны впервые занялся исследователь Первой мировой войны Льюис Фрай Ричардсон.
Существует несколько различных школ международных отношений. Сторонники реализма в международных отношениях утверждают, что основная мотивация государств — это собственная безопасность.
Другая теория рассматривает вопрос власти в международных отношениях и Теорию перехода власти, которая выстраивает мир в определённую иерархию и объясняет крупнейшие войны вызовом действующему гегемону со стороны великой державы, которая не подчиняется его контролю.
А. В. Торкунов отмечает взаимосвязь между политической системой государств и возникновением войн между ними: 

…демократии воюют с авторитарными режимами и нередко начинают такие конфликты, но никогда не доводили до войны противоречия с другими демократическими государствами.

### Отвлекающая война
Существует теория, объясняющая агрессивную внешнюю политику или даже вовлечение в военные действия стремлением «отвлечь» внимание граждан страны от внутренней политической повестки в неблагоприятной для политических лидеров ситуации или улучшить своё политическое положение за счёт эффекта сплочения.

### Позиция объективизма
Айн Рэнд, создательница объективизма и защитница рационального индивидуализма и невмешательства в капитализм, доказывала, что если человек хочет противостоять войне, то он должен в первую очередь противостоять экономике, контролируемой государством. Она считала, что мира на земле не будет до тех пор, пока люди будут придерживаться стадных инстинктов и жертвовать индивидуумами ради коллектива и его мифического «блага».

## Цели сторон в войне
Прямая цель войны состоит в навязывании противнику своей воли. Один субъект политики пытается изменить поведение другого, заставить его отказаться от своей свободы, идеологии, от прав на что-либо, отдать требуемые национальные богатства, территорию, акваторию и другое. Реализация этого стремления невоенными средствами, например, в процессе переговоров, сопровождаемых угрозой применения силы, может завершиться так называемым «добровольным присоединением» одного государства к другому, без применения вооружённой силы. По мнению известного американского специалиста по психологической войне П. Лайнбарджера, война — это своего рода убеждение, дорогостоящее, опасное, кровавое и неприятное, но эффективное, если другие меры не дают желаемых результатов. При этом нередко инициаторы войны преследуют и непрямые цели, как то: укрепление своих внутриполитических позиций («маленькая победоносная война»), дестабилизация региона в целом, отвлечение и связывание сил противника. В новое время, для стороны, непосредственно начавшей войну, целью является мир лучший, чем довоенный. Для стороны же, испытывающей агрессию со стороны развязавшего войну противника, целью войны автоматически становится:
- Противостояние противнику, желающему навязать свою волю.
- Предотвращение рецидивов агрессии.

В реальной жизни часто нет чёткой грани между нападающей и обороняющейся стороной, ибо обе стороны находятся на грани открытого проявления агрессии, и какая из них начнёт атаку первой — дело случая и принятой тактики. В таких случаях цели войны обеих сторон одинаковы — навязывание своей воли противнику с целью улучшения своего довоенного положения.
Исходя из вышесказанного, можно сделать вывод, что война может быть:
- Полностью выиграна одной из противоборствующих сторон — либо воля агрессора исполнена, либо, для обороняющейся стороны, нападки агрессора успешно пресечены и его активность подавлена.
- Цели ни одной из сторон не достигнуты до конца — воля агрессора(ов) исполнена, но не полностью.

### Военная добыча

#### Выкуп Атауальпы
Выкуп Атауальпы, правителя Инков (18 июня 1533 года), считается крупнейшей военной добычей в мировой истории.
Выкуп в физическом выражении составил 5993 кг золота, что на тот момент было в 14 раз больше ежегодного поступления золота из Африки в Испанию.

## Философские и моральные оценки войны
Согласно концепции справедливой войны, не все войны являются справедливыми и морально оправданными, а лишь некоторые. Основы теории справедливой войны были заложены ещё у Аристотеля и Цицерона.
Некоторые философы видели в войне высший смысл. Так, Гегель видел высокое значение войны в том, что благодаря ей сохраняется нравственное здоровье народов, война «предохраняет народы от гниения». И. А. Ильин подчёркивал «духовный смысл» войны, он писал, что «свободное, углублённое искание истины, добра и красоты должны не прекратиться среди народа, вовлечённого в войну, но разгореться ещё ярче». Ницше писал, что «война и мужество сотворили больше великого, чем любовь к ближнему». По Прудону, война — «божественное явление, справедливое, добродетельное, нравственное, святое, особый вид религиозного откровения».
Другие философы придерживались пацифистских взглядов. Эразм Роттердамский писал, что в войне нет ничего святого, она неразумна, является воплощением всех бед и страданий, «словно моровая язва, она разъедает совесть и веру», развязывает всяческие пороки, противна христианским понятиям о братстве, согласии, кротости. И. Кант считал войну признаком варварства и безусловно осуждал её.
В. С. Соловьёв утверждает, что мир есть добро, а война зло, которое с общенравственных позиций оправдать невозможно. Рассматривая эту проблему, Соловьёв выдвигает одну из фундаментальных идей социальной философии, согласно которой смысл войны не исчерпывается её отрицательным определением, поскольку она при определённых условиях бывает реально необходимой.

## Состояние войны
В соответствии с Федеральным законом № 61-ФЗ «Об обороне», в Российской Федерации — состояние войны объявляется федеральным законом в случае вооруженного нападения на Российскую Федерацию или при необходимости выполнения международных обязательств. Военное время начинается с момента объявления состояния войны или фактического начала боевых действий и заканчивается с объявления о прекращении войны, но не ранее фактического завершения военных действий.
Состояние войны влечёт за собой ряд правовых последствий — прекращение дипломатических и иных отношений между воюющими государствами, прекращение международных договоров и др.
Война может завершаться безоговорочной капитуляцией одной из противоборствующих сторон либо мирным договором, частично удовлетворяющим участвующие стороны. В любом случае война заканчивается миром, который обычно определяется как отсутствие войны или состояние снятых противоречий.

## Война и право
Древние римляне говорили, что во время войны законы молчат (лат. Inter arma leges silent). В мирное время государства признают суверенитет друг друга, но во время войны само вторжение на территорию противника означает отрицание права противника на неё, его власти над ней.
Однако с течением времени и с развитием международных отношений государства пришли к сознанию, что именно во время войны необходимо установить некоторые обязательные для воюющих сторон ограничения их произвола в их же общих интересах. Профессор Мартенс говорил, что только крайние противники и сторонники войны, чтобы не разойтись с логикой, отрицают саму возможность какого-либо права войны.
Первоначально стало общепризнанным запрещение убийства раненых и пленных, затем были признаны гарантии личной и имущественной безопасности женщин, духовенства, паломников, купцов, путешественников и, вообще, всех мирных лиц. Уже с XVI века появились международные договоры, определяющие положение раненых и юридические права пленных. Международное гуманитарное право окончательно сложилось в XX веке. Тогда же сформировалось понятие о военных преступлениях.
Устав ООН, принятый в 1945 г., разрешает применение государствами силы только для индивидуальной или коллективной самообороны или по решению Совета Безопасности ООН в случае угрозы миру.

### Объявление войны
В соответствии с Женевской конвенцией 1949 года, положения последней должны соблюдаться сторонами вооружённого конфликта, вне зависимости от формального объявления войны какой-либо из сторон или обеими сторонами:

Помимо постановлений, которые должны вступить в силу ещё в мирное время, настоящая Конвенция будет применяться в случае объявленной войны или всякого другого вооруженного конфликта, возникающего между двумя или несколькими Высокими Договаривающимися Сторонами, даже в том случае, если одна из них не признает состояния войны.— Женевская конвенция от 12 августа 1949 года о защите гражданского населения во время войны. Раздел I. Общие положения. Статья 2

## Войны в человеческой истории

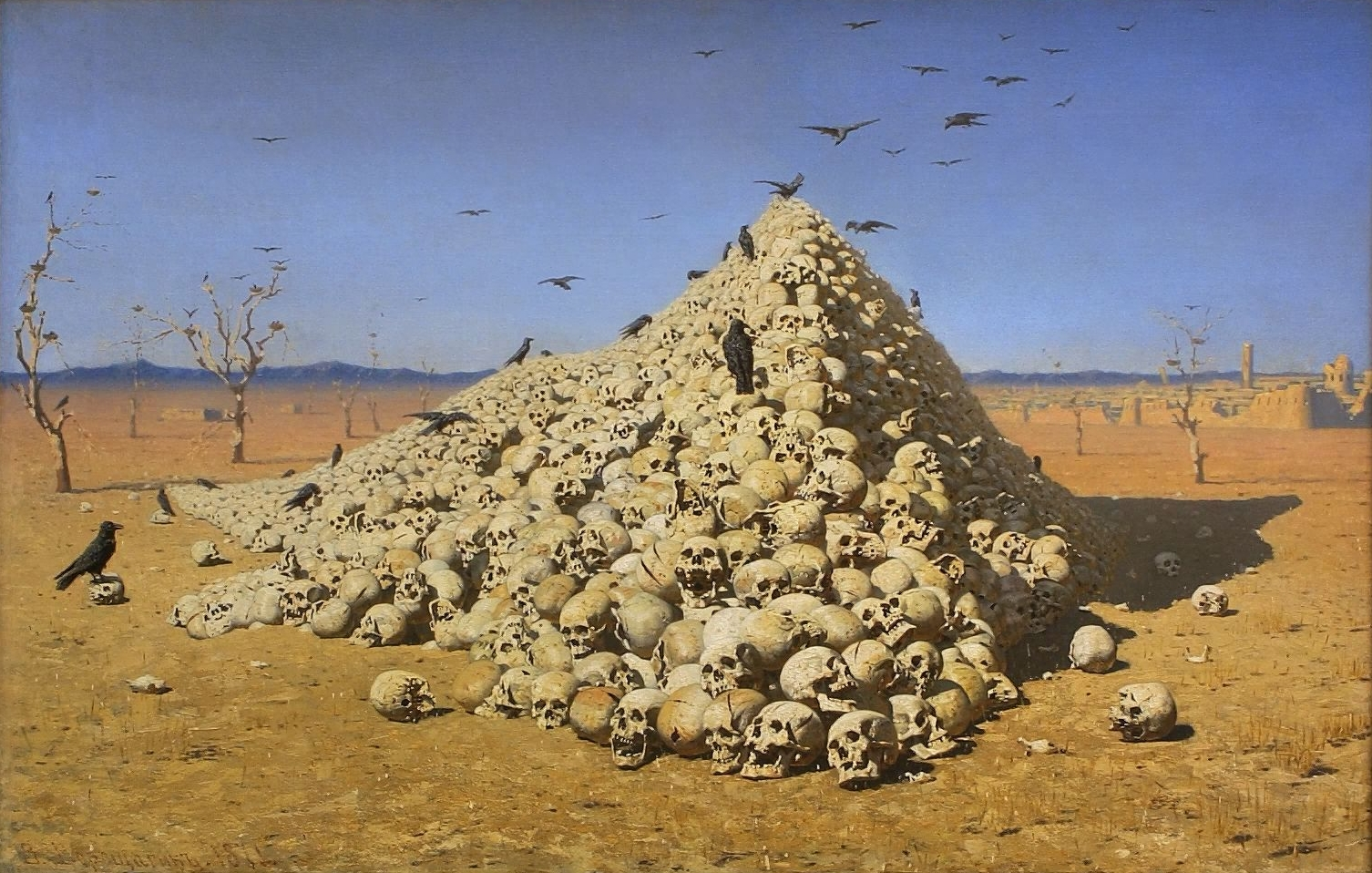
В. В. Верещагин. «Апофеоз войны» (1878)

До XIX века войны имели сравнительно узкую экономическую базу и велись, как правило, немногочисленными профессиональными армиями (исключение — наполеоновские войны). Со второй половины XIX века и особенно с XX века войны требуют громадного напряжения экономики воюющих сторон (вследствие чего население воюющих государств порой бедствует и голодает, о чём подробнее ниже) и втягивают в длительную борьбу многомиллионные массы народа. В военном конфликте участвует много стран, тем самым превращая войну в мировую войну. В Первой мировой войне участвовало свыше 70 миллионов человек, во Второй мировой войне — около 110 миллионов.
Роль войны в человеческом обществе оценивается неоднозначно.
- К негативным последствиям войн, помимо гибели людей, можно отнести тот комплекс, который обозначается как гуманитарная катастрофа: голод, эпидемии. Современные глобальные войны связаны с огромными людскими и материальными потерями, с небывалыми прежде разрушениями и бедствиями. Например, потери в войнах европейских стран (убитые и умершие от ран и болезней) составили: в XVII веке — 3,3 миллиона человек, в XVIII веке — 5,4, в XIX и начале XX веков (до Первой мировой войны) — 5,7, в Первой мировой войне — свыше 9, во Второй мировой войне (включая погибших в нацистских концлагерях) — свыше 50 миллионов человек. Война также является одним из самых загрязняющих климат и разрушительных для окружающей среды видов человеческой деятельности всех времён[53].
- К позитивным последствиям войн относят обмен информацией (благодаря Таласской битве арабы узнали у китайцев секрет изготовления бумаги), всплеск научно-технических открытий, а также снятие противоречий (война как диалектический момент отрицания у Гегеля).

## Исторические типы войн

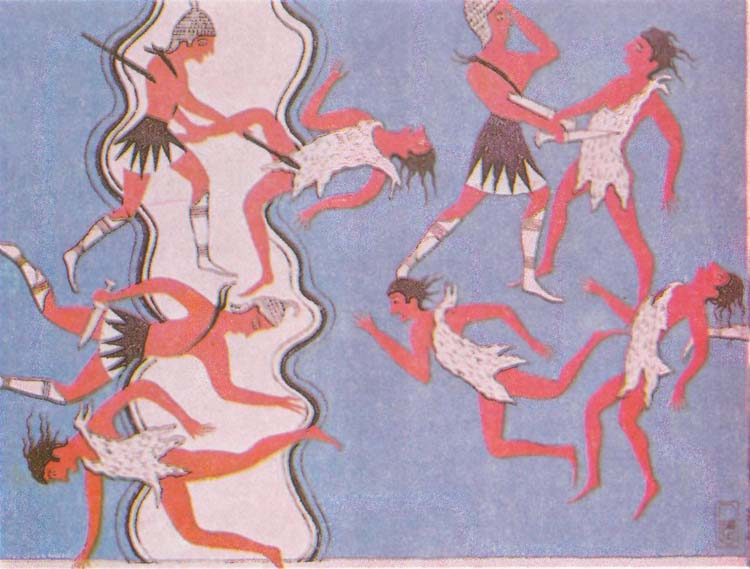
Фреска со сценой «охоты» из «дворца Нестора» в Пилосе. XIII в. до н. э.

По некоторому мнению, основывающемуся на данных о жизни современных групп людей, остающихся на примитивном уровне развития (народность хадза в Танзании и австралийские аборигены с островов Тиви), война не свойственна людям в таком их исходном состоянии. По мнению финских исследователей, у охотников-собирателей отсутствует стимул для ведения войн: из-за кочевого образа жизни они не делают запасов пищи, которые можно отнять у соперников, а размер групп не позволяет вести масштабные конфликты.

### Войны Древнего мира

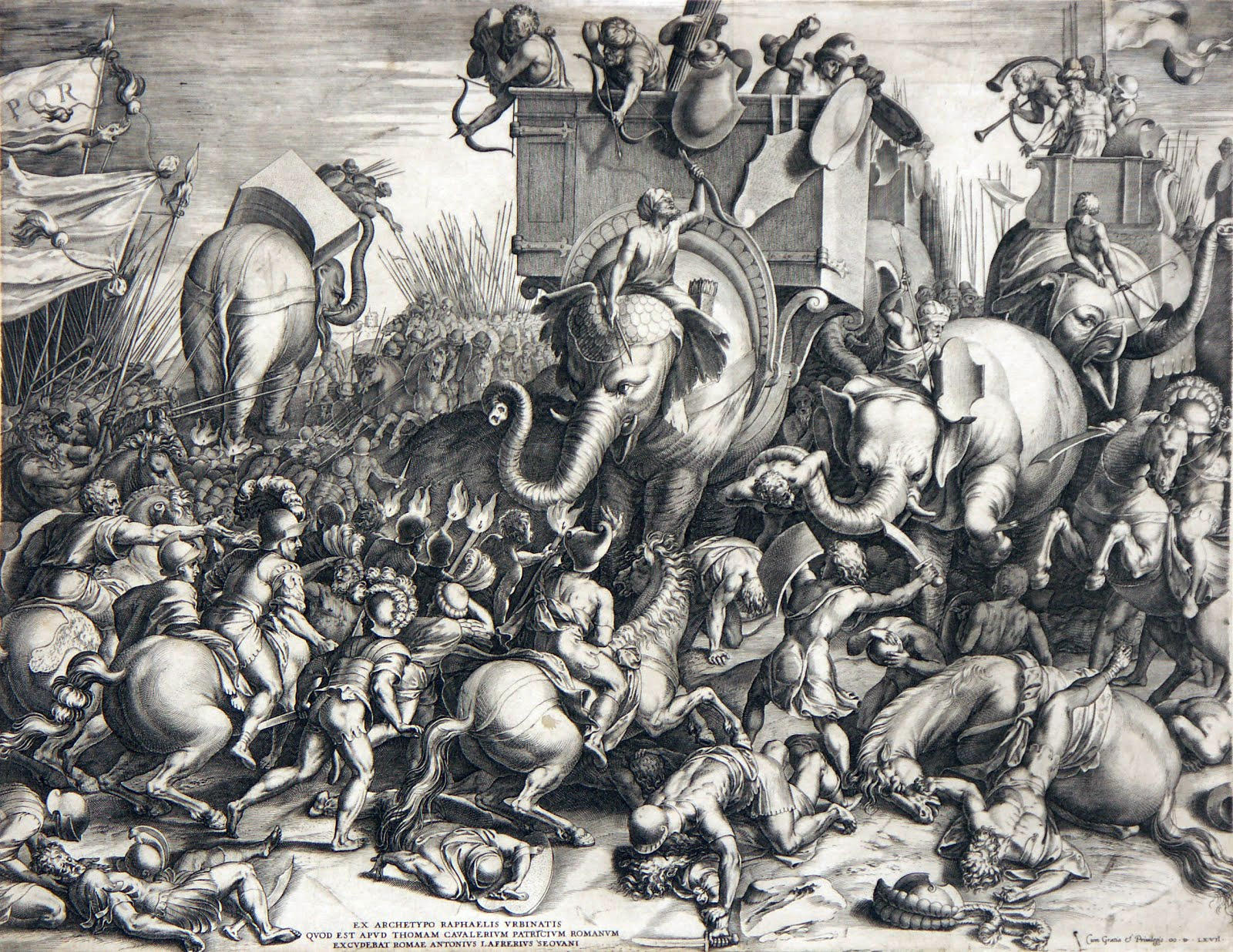
Картина «Битва при Заме», 202 г. до н. э. написанная Корнелисом Кортом (1567)

- Захватнические походы древних государств с целью порабощения племён, находившихся на более низкой стадии общественного развития, сбора дани и захвата рабов (например, Галльская война, Маркоманская война и др.);
- Межгосударственные войны с целью захвата территорий и ограбления завоёванных стран (например, Пунические войны, Греко-персидские войны);
- войны между различными группировками аристократии (например, войны диадохов за раздел империи Александра Македонского в 321—276 до н. э.);
- восстания рабов (например, восстание рабов в Древнем Риме под руководством Спартака);
- восстания крестьян и ремесленников (восстание «Краснобровых» в Китае).
- национально-освободительные войны: Первая и Вторая Иудейская война

### Войны Средневековья
- Религиозные войны: Крестовые походы, Джихад;
- Династические войны (например, Война Алой и Белой розы в Англии);
- Крестьянские войны-восстания против притеснений (например, Жакерия во Франции, Крестьянская война в Германии (Bauernkrieg);
- Масштабные завоевательные войны: монгольские завоевания.

### Войны Нового и Новейшего времени
- Колониальные войны капиталистических стран за порабощение народов Азии, Африки, Америки, Океании (например, Первая опиумная война и Вторая опиумная война);
- Войны государств и коалиций государств за гегемонию (например, Северная война, Американо-мексиканская война, Корейская война, Эфиопо-эритрейский конфликт), войны за мировое господство (Семилетняя война, Наполеоновские войны, Первая и Вторая мировая война);
- Гражданские войны, сопровождающие развитие социалистических и буржуазно-демократических революций. Часто гражданские войны сливаются с войнами против внешней интервенции (Гражданская война в США, Гражданская война в России, Гражданская война в Китае);
- Национально-освободительные войны народов зависимых и колониальных стран против колонизаторов, за установление государственной независимости или за её сохранение, против попыток восстановить колониальный режим (например, Алжирская война; колониальная война Португалии и др.).

### Постиндустриальные войны
Считается, что постиндустриальные войны — это прежде всего дипломатические и шпионские противостояния.
- Городская герилья
- Гуманитарная война (некоторые называют, например, Косовская война)
- Контртеррористическая операция
- Межэтнический конфликт (например, Боснийская война, Первая карабахская война)

### Поколения войн по Линду
В 1989 году американский эксперт Уильям Линд при анализе эволюции задач американской морской пехоты ввёл разделение войн на четыре поколения. Войну первого поколения он описывает как ведущуюся линейным строем с применением гладкоствольного огнестрельного оружия; второе поколение — позиционные войны с артобстрелами, пулемётами, окопами и прочей полевой фортификацией; к третьему поколению Линд отнёс блицкриг: армия стремится окружить противника и отрезать его от коммуникаций, главные виды вооружения — танки и авиация; война четвёртого поколения по Линду ведётся небольшими группами экипированных по последнему слову техники солдат в виде серии отдельных операций.
В литературе встречаются описания войн пятого и шестого поколений, но содержание этих терминов различается у разных авторов.

### Международный и немеждународный вооружённый конфликт
В международном гуманитарном праве выделяют два типа вооружённых конфликтов:
- Международный вооружённый конфликт. В таком конфликте война ведётся между государствами.
- Немеждународный вооружённый конфликт. В таком конфликте война ведётся между повстанцами и государством (или же между группами повстанцев).

## Продолжительность войн
Считается, что самой короткой была война между Англией и Занзибаром в 1896 г. Продолжительность этой войны — 38 минут.
Самой длинной из реальных войн, считают Столетнюю войну, которая на самом деле состояла из четырёх последовательных конфликтов, объединяемых в одну растянувшуюся войну.
Также самой длинной войной, но без каких-либо боевых операций и военных действий, считают 335-летнюю войну, которая формально и юридически длилась почти три с половиной столетия, между Голландией и Силли.
Юридически же самой длинной считают Третью Пуническую войну, которая длилась 2134 года (149 до н. э. — 1985 н. э.). Так как после разгрома Римом Карфагена мир не был заключён, состояние войны формально оставалось, и только в 1985 году мэры Рима и Туниса (как города, который построен на месте руин Карфагена) подписали формальный мирный договор.
Фактически же самой длинной можно считать Реконкисту — серию войн за освобождение Пиренейского полуострова от арабов, начавшихся в 718 году с битвы при Ковадонге и закончившихся в 1492 году падением Гранадского эмирата.
Согласно замечанию Нила Фергюсона — большинство войн короткие. Ссылаясь на статью Скотта Беннета и Аллана Стэма, опубликованную в 1996 году, Фергюсон отмечает, что средняя война между 1816 и 1985 годами длилась 15 месяцев; более половины воин в выборке длились менее шести месяцев и около четверти — менее двух; менее четверти длились более двух лет.

## Эволюционный аспект
Современные биологи считают убийства себе подобных видов в ходе войн, адаптивным инстинктом человека как биологического вида, характерным также для ближайшего к человеку виду — шимпанзе.